# IC 378
IC 378 ist eine elliptische Galaxie vom Hubble-Typ E3 im Sternbild Eridanus am Südsternhimmel. Sie ist schätzungsweise 392 Mio. Lichtjahre von der Milchstraße entfernt und hat einen Durchmesser von etwa 70.000 Lj.
Im selben Himmelsareal befinden sich u. a. die Galaxien IC 375, IC 376, IC 377, IC 380.
Entdeckt wurde das Objekt am 13. Oktober 1891 vom französischen Astronomen Stéphane Javelle.